# Лойтвіль
Лойтвіль (нім. Leutwil) — громада  в Швейцарії в кантоні Ааргау, округ Кульм.

## Географія
Громада розташована на відстані близько 70 км на північний схід від Берна, 14 км на південний схід від Аарау.
Лойтвіль має площу 3,8 км², з яких на 10,9% дозволяється будівництво (житлове та будівництво доріг), 50,5% використовуються в сільськогосподарських цілях, 38,6% зайнято лісами, 0% не є продуктивними (річки, льодовики або гори).

## Демографія
2019 року в громаді мешкало 758 осіб (+2,6% порівняно з 2010 роком), іноземців було 8,2%. Густота населення становила 202 осіб/км².
За віковим діапазоном населення розподілялося таким чином: 18,3% — особи молодші 20 років, 62,1% — особи у віці 20—64 років, 19,5% — особи у віці 65 років та старші. Було 316 помешкань (у середньому 2,4 особи в помешканні).
Із загальної кількості 191 працюючого 36 було зайнятих в первинному секторі, 80 — в обробній промисловості, 75 — в галузі послуг.